# Costel Cernat
Costel Cernat (Nămoloasa, 2 aprile 1953) è un ex cestista e allenatore di pallacanestro rumeno.

## Carriera
Con la Romania ha disputato quattro edizioni dei Campionati europei (1973, 1975, 1985, 1987).